# 京缑高速动车组列车
京缑高速动车组列车是中国铁路运行于首都北京市北京南站至浙江省宁波市下属宁海县宁海站间的高速动车组列车，自2021年1月20日起开行，由上海局集团南京客运段高四车队担任客运乘务，列车全程运行1506公里，途经北京市、河北省、天津市、山东省、江苏省、安徽省、浙江省二市五省。其中北京南站至宁海站运行8小时46分，使用车次为G185次；宁海站至北京南站运行8小时28分，使用车次为G180次。

## 历史
2019年12月30日，新增北京南～宁波G419/420次列车。
2021年1月20日，本对列车延长至宁海站始发终到。
2021年6月25日，配合京沪高铁运行图重排，本对列车车次调整为G185/180次。

## 使用列车
本对列车使用配属于上海局集团宁波动车运用所的CRH380BL。